# Gevorg Davtjan
Gevorg Davtjan (arm. Գեւորգ Դավթյան; Gjumri, 4. siječnja 1983.) je armenski dizač utega. 2006. i 2007. godine bio je europski prvak u dizanju utega u težinskoj kategoriji do 77 kg. Na Svjetskom prvenstvu 2007. bio je doprvak u istoj kategoriji. Tada je podignuo 362 kg.
Davtyan je na Olimpijskim igrama u Pekingu 2008. osvojio broncu podigavši ukupno 360 kg.

## Olimpijske igre

### OI 2008.
| RANG | Natjecatelj        | Težina natjecatelja | Ukupno podignuto kg |
| ---- | ------------------ | ------------------- | ------------------- |
|      | S Jae-Hyouk        | 76,46               | 366                 |
|      | Li Hongli          | 76,91               | 366                 |
|      | Gevorg Davtjan     | 76,97               | 360                 |
| 4.   | Kim Kwang-Hoon     | 76,86               | 355                 |
| 5.   | Oleg Perepetčenov  | 76,80               | 354                 |
| 6.   | Iván Cambar        | 76,53               | 353                 |
| 7.   | Ara Hačatrjan      | 76,78               | 353                 |
| 8.   | Krzysztof Szramiak | 76,71               | 352                 |
| 9.   | Vladimir Kuznjecov | 76,86               | 351                 |
| 10.  | Siarhei Lahun      | 76,56               | 349                 |